# 野本博
野本 博（のもと ひろし、1947年1月 - ）は、日本の俳優。本名同じ。
滋賀県彦根市生まれ。劇団東芸に所属していた。

## 人物
父親は長野県、母親は熊本県出身。3歳の時に北海道へ移住し、1965年、北海道立天塩高校卒業。千葉工業大学工業化学科入学。1969年卒業。在学中、1968年に劇団東芸に入団して研究生となり、1970年、日本テレビのホームドラマ『うちのおとうさん』に、板前のサブ役でレギュラー出演。
趣味はギター、歌唱。1971年当時は森山周一郎が在籍する草野球チーム「東京ライターズ」に所属していた。
子供を田舎で育てたいとの一念で1975年、杉並区荻窪から春日部市へ移住。祭友会会長を務め、町会の理事になり、2012年より副会長、事務局長を務める。

## 出演作品

### テレビドラマ
- 特別機動捜査隊（NET）
  - 第418話「地獄の裏側」（1969年） - 峯岸
  - 第443話「桃色の報酬」（1970年） - 秀樹
  - 第465話「ある団地夫人の場合」（1970年） - 河田
  - 第539話「ある恐怖」（1972年） - 坂口
  - 第577話「十八才の女」（1972年） - 男
  - 第600話「海は帰らない」（1973年） - 学生風の男
- うちのおとうさん（1970年 - 1971年、NTV） - 板前のサブ
- 冠婚葬祭屋（1972年、NET）
- 太陽にほえろ!（NTV）
  - 第21話「バスに乗ってたグーな人」（1972年）
  - 第24話「ジュンのお手柄」（1972年）
- ウルトラシリーズ（1973年、TBS）
  - ウルトラマンA 第43話「冬の怪奇シリーズ 怪談 雪男の叫び!」 - 村人
  - ウルトラマンタロウ 第7話「天国と地獄 島が動いた!」 - 船員
- ファイヤーマン 第23話「宇宙指令ファイヤーマンを殺せ!」（1973年、NTV） - グリーン星人
- 江戸の旋風（CX）
  - 同心部屋御用帳 江戸の旋風II
    - 第20話「がんばれ! 左内」（1976年）
    - 第49話「暮六ツが勝負」（1977年）

  - 同心部屋御用帳 江戸の旋風 第3シリーズ 第32話「盗っ人のまごころ」
  - 同心部屋御用帳 江戸の旋風 第4シリーズ 第7話「剣と千羽鶴・激闘編」（1978年）
  - 同心部屋御用帳 新・江戸の旋風 第17話「男の掟・女の命」（1980年）
- ポーラテレビ小説 おゆき（1977年、TBS）- 兼助
- 特捜最前線（ANB）
  - 第29話「プルトニウム爆弾が消えた街」（1977年）
  - 第60話「シェパードだけが知っていた!」（1978年）
  - 第80話「新宿ナイト・イン・フィーバー」（1978年）
  - 第115話「チリアーノを歌う悪女!」（1979年）
- 七人の刑事（TBS）
  - 第9話「銃殺命令」（1978年）
  - 第26話「サタディ・ナイト・フィーバー」（1979年）
- 江戸の激斗（1979年、CX）
  - 第3話「鉄砲道の決斗」
  - 第17話「みれん花・野盗 暁の襲撃」
- 半七捕物帳 第19話「湯屋の二階」（1979年、ANB）
- 明日の刑事 第68話「警察犬シーザー号」（1978年、TBS） - 倉本
- 江戸の朝焼け 第17話「さむらいの灯」（1981年、CX）
- それからの武蔵 第9話「長崎に渦巻く焔」（1981年、12ch）
- 竜馬がゆく（1982年、12ch） - 田中顕助
- 柳生新陰流 第4話「宗矩と二蓋笠」（1982年、12ch）
- 時代劇スペシャル 仕掛人・藤枝梅安（CX）
  - 第2作「梅安流れ星」（1982年）
  - 第6作「梅安岐れ道」（1983年）
  - 第7作「梅安乱れ雲」（1983年）
- 鬼平犯科帳 第3シリーズ 第15話「夜狐」（1982年、ANB）
- 同心暁蘭之介 第43話「小さな恋人」（1982年、CX）
- 人間が好きドラマシリーズ 第5回「魔笛」（1983年、TBS）
- 恋の華～白蓮～　第3回、最終回（1985年、NHK） - 大石
- 妻たちの鹿鳴館（1986年、TBS）
- 女に生まれて 第20回、22回（1988年、TBS) - 佐藤
- 大河ドラマ（NHK）
  - 信長 KING OF ZIPANGU（1992年）
  - 琉球の風（1993年）
- あなたでなければ… 第1話（1993年、ABC）
- 火曜サスペンス劇場（NTV）
  - 「刑事の愛した女」（1984年） - 平沼刑事
  - 取調室 第11作「ホシは元外科医の女性評論家、凶器なき密室殺人に県警が挑んだ12日間」（2000年） - 黒田捜査本部長（武雄警察署署長）

### 舞台
- 劇団東芸本公演「戦場のピクニック」（1969年、紀伊国屋ホール） - サボ
- 東芝日曜劇場1000回記念特別公演「八坂・恋坂・おんな坂」中村玉緒「雨のふれあい」（1976年、全国巡業）
- 萬屋錦之介特別公演「若き日の次郎長」（1978年、歌舞伎座）
- 萬屋錦之介特別公演「赤穂浪士」（1978年、御園座）
- 萬屋錦之介特別公演「赤穂浪士」「「秘劔揚羽蝶」（1979年、歌舞伎座)
- 萬屋錦之介特別公演「幡随院長兵衛」（1980年、御園座） - 中間 市助
- 萬屋錦之介特別公演「大江戸五人男」（1980年、歌舞伎座） - 中間 市助
- 新珠三千代、中村嘉葎雄特別公演「寺田屋お登勢」（1981年、南座） - 西田直次郎
- 萬屋錦之介特別公演「新源氏物語」「宮本武蔵」（1982年、歌舞伎座）
- 中村嘉葎雄、勝新太郎松竹錦秋特別公演「宮本武蔵」「糸ぐるま」（1982年、全国巡業） - 吉岡伝十郎
- 企画舎公演「牝狼たちの伝説」（1983年、銀座みゆき館劇場） - 近藤勇
- 萬屋錦之介特別公演「反逆児」（1985年、全国公演）  - 織田信長
- 中日新聞社創業百周年記念公演「元禄御畳奉行の日記」菅原文太（1986、中日劇場） - 備前屋
- 明治座二月特別公演ストーンウェル「旦那さま大事」香川京子（1987年） - 本多正信
- 春の演劇祭ストーンウェル「かあちゃん」「花嫁」（1989年、明治座） - 勝山半造
- 萬屋錦之介特別公演「瞼の母」（1989年、歌舞伎座）
- 池内淳子七月特別公演「忘れ扇」（1989年、明治座） - 田所庄太夫
- 萬屋錦之介芸能生活50周年記念特公演「さぶ」（1989年、梅田コマ劇場） - 綿文 九七
- 萬屋錦之介特別公演「赤穂浪士」（1989年、御園座） - 武林唯七
- ストーンウェル公演泉ピン子「花は散らない」（1990年、名鉄ホール） - 正太
- 三代目中村時蔵33回忌追善六月大歌舞伎「人情裏長屋」「暗闇の丑松」（1991年、歌舞伎座） - 袖松
- 九月特別公演片岡孝夫「幻の華」1991年、新橋演舞場） - 清水武太夫
- 萬屋錦之介特別公演「長崎犯科帳」（1992年、全国公演） - 小野屋勘兵衛
- 舟木一夫芸能生活30周年記念公演「銭形平次」（1992年、全国公演） - 源達
- 北大路欣也特別公演「蒼き狼」（1992年、梅田コマ劇場） - ムカリ
- 明治座新開場記念公演山本富士子「鶴来屋おゆう」（1993年、明治座） - 庄平
- 三浦布美子公演「おかる恋歌」（1993年、全国公演） - 早水藤左衛門
- ストーンウェル京まちこ公演「浮世の花びら（1993年、名鉄ホール）
- 山本富士子芸能生活40周年記念特別公演「湯島の白梅」（1994年、東北、新潟、金沢・明治座） - 宮畑閑耕
- 明治座創業百周年九月若尾文子公演「花の人深川亭」（1994年、明治座） - 鳶頭
- 山本富士子芸能生活40周年記念特別公演「湯島の白梅」（1994年、劇場飛天）
- 明治座山本富士子初春公演「春雪の唄」（1995年、明治座） - 和光
- 明治座北大路欣也五月薫風公演「銭形平次」（1995年、明治座） - 桔梗屋
- 御園座創立百周年記念五木ひろし特別公演「素浪人月影兵庫」（1995年、御園座） - 陣内
- 明治座11月高橋英樹錦秋公演「風流夢大名」（1995年、明治座） - 海北友松
- 帝劇新春山本富士子公演「浪花恋ごよみ」（1996年、帝国劇場） - 一宝堂
- 明治座植木等七月公演「大江戸気まぐれ稼業」（1996年、明治座)  - 桶屋金三
- 北大路欣也芸能生活40周年記念公演「旗本退屈男」（1996年、明治座） - 菅野六郎左衛門
- 明治座新春山本富士子公演「静御前」（1997年、明治座） - 伊豆有綱
- 明治座堺正章三月公演「恋・高らか太鼓」（1997年、明治座） - 稲本楼 太左衛門
- 堺正章納涼特別公演「恋・高らか太鼓」（1997年、中日劇場）
- 明治座山本陽子十月特別公演「舞いの家」（1997年、明治座） - 塩野
- 明治座北大路欣也十一月公演「河内山宗俊」（1997年、明治座） - 上州屋喜兵衛
- 明治座杜けあき二月公演「出雲の阿国」（1998年、明治座） - 大野治長
- プロデュースセンター公演「ちかまつ夏ものがたり（1998年、国立小劇場）
- 明治座加藤剛十二月公演「大岡越前」（1998年、明治座） - 水野和泉守
- 向田邦子名作劇場「阿修羅のごとく」（1999年、全国公演） - 枡川貞治
- 明治座北大路欣也十月公演「忠臣蔵」（1999年、明治座） - 吉田忠左衛門
- 北大路欣也特別公演「忠臣蔵」（1999年、御園座）
- 東宝司葉子三月特別公演「女はおんな」（2000年、名鉄ホール） - 牧坂
- 博多座開場記念北大路欣也特別公演「旗本退屈男」（2000年、博多座） - 菅野六郎左衛門
- 杜けあき特別公演「出雲のお国」（2000年、博多座） - 大野治長
- 明治座村上弘明十二月公演「腕におぼえあり」（2000年、明治座）
- 明治座中村玉緒特別公演「女の居場所」（2001年、明治座） - 松田政夫
- 帝劇創立90周年記念浜木綿子特別公演「花のれん」（2001年、帝国劇場）
- 明治座北大路欣也六月公演「旗本退屈男」（2001年、明治座） - 高柳豊後守
- 池内淳子８・９月特別公演「春が来た」（2002年、ル テアトル銀座、名鉄ホール、近鉄劇場、出雲、米子）
- 明治座再会場十周年川中美幸特別公演「博多人情あばれ芸者」（2003年、明治座） - 渡辺勝吉
- 東宝「そして誰もいなくなった」（2003年アタアプル、シアター・ドラマシティ、中日劇場） - ナラコット
- 芸能生活40周年記念五木ひろし特別公演「雨あがる」（2004年、明治座） - 武平
- 喜劇発祥百年記念松竹名作劇場「わたしの宝島」（2004年、南座、全国公演） - 県議 大蔵
- 明治座菊川怜六月公演「五辨の椿」（2005年、明治座） - 火消頭 富蔵
- 東宝「そして誰もいなくなった」（2005年、ル テアトル銀座、シアター・ドラマシティ・ももちパレス） - ナラコット
- 帝劇浜木綿子十月特別公演「ご存知!夢芝居一座」（2006年、帝国劇場） - 町長
- 明治座十二月公演「女の居場所」（2008年、明治座） - 松田政夫
- 三越劇場「マクベス」（2019年、三越劇場）－宮廷医師
- 「リア王・マクベス」（2021年、ニッショウホール）-ゴネリルの紳士、宮廷医師
- 「リア王2024」（2024年、三越劇場）[2]